# Aleksejs Semjonovs
Aleksejs Semjonovs (2 aprile 1973) è un ex calciatore lettone, di ruolo centrocampista.

## Carriera

### Club
Ha cominciato a giocare nello Skonto: con la formazione di Riga ha vinto l'ultimo campionato sovietico lettone e i primi quattro campionati lettoni, oltre a due Coppe di Lettonia.
Nel 1996 si trasferì al Baltika Liepaja, mentre l'anno dopo andò per la prima volta all'estero, con i russi della Dinamo Brjansk. Nel 1998 giocò in Estonia, nelle file del Sadam Tallinn.
Dopo una stagione in patria al Rīga, chiuse la carriera con la maglia del Dinaburg.

### Nazionale
Esordì in nazionale il 12 luglio 1992 in un incontro di Coppa del Baltico contro la Lituania, subentrando ad inizio ripresa a Vjačeslavs Ževņerovičs. Nella partita successiva, sempre contro la Lituania, valida per le qualificazioni al campionato mondiale di calcio 1994, esordì da titolare.
La sua unica rete in nazionale risale all'amichevole contro l'Estonia del 21 febbraio 1993: la gara vide la Lettonia vincere 2-0.
Totalizzò 9 presenze in nazionale, tra il 1992 e il 1994.

## Statistiche

### Cronologia presenze e reti in Nazionale
| Cronologia completa delle presenze e delle reti in nazionale ― Lettonia | Cronologia completa delle presenze e delle reti in nazionale ― Lettonia | Cronologia completa delle presenze e delle reti in nazionale ― Lettonia | Cronologia completa delle presenze e delle reti in nazionale ― Lettonia | Cronologia completa delle presenze e delle reti in nazionale ― Lettonia | Cronologia completa delle presenze e delle reti in nazionale ― Lettonia | Cronologia completa delle presenze e delle reti in nazionale ― Lettonia | Cronologia completa delle presenze e delle reti in nazionale ― Lettonia |
| Data                                                                    | Città                                                                   | In casa                                                                 | Risultato                                                               | Ospiti                                                                  | Competizione                                                            | Reti                                                                    | Note                                                                    |
| ----------------------------------------------------------------------- | ----------------------------------------------------------------------- | ----------------------------------------------------------------------- | ----------------------------------------------------------------------- | ----------------------------------------------------------------------- | ----------------------------------------------------------------------- | ----------------------------------------------------------------------- | ----------------------------------------------------------------------- |
| 12-7-1992                                                               | Liepāja                                                                 | Lettonia                                                                | 2 – 3                                                                   | Lituania                                                                | Coppa del Baltico 1992                                                  | -                                                                       | 46’                                                                     |
| 12-8-1992                                                               | Riga                                                                    | Lettonia                                                                | 1 – 2                                                                   | Lituania                                                                | Qual. Mondiali 1994                                                     | -                                                                       |                                                                         |
| 9-9-1992                                                                | Dublino                                                                 | Irlanda                                                                 | 4 – 0                                                                   | Lettonia                                                                | Qual. Mondiali 1994                                                     | -                                                                       | 46’                                                                     |
| 20-2-1993                                                               | Vantaa                                                                  | Lettonia                                                                | 1 – 2                                                                   | Lituania                                                                | Amichevole                                                              | -                                                                       |                                                                         |
| 21-2-1993                                                               | Vantaa                                                                  | Lettonia                                                                | 2 – 0                                                                   | Estonia                                                                 | Amichevole                                                              | 1                                                                       |                                                                         |
| 15-5-1993                                                               | Riga                                                                    | Lettonia                                                                | 0 – 0                                                                   | Albania                                                                 | Qual. Mondiali 1994                                                     | -                                                                       | 46’                                                                     |
| 9-10-1994                                                               | Riga                                                                    | Lettonia                                                                | 1 – 3                                                                   | Portogallo                                                              | Qual. Euro 1996                                                         | -                                                                       |                                                                         |
| 6-11-1994                                                               | Ozolnieki                                                               | Lettonia                                                                | 0 – 0                                                                   | Estonia                                                                 | Amichevole                                                              | -                                                                       |                                                                         |
| 15-11-1994                                                              | Eschen                                                                  | Liechtenstein                                                           | 0 – 1                                                                   | Lettonia                                                                | Qual. Euro 1996                                                         | -                                                                       |                                                                         |
| Totale                                                                  |                                                                         | Presenze                                                                | 9                                                                       |                                                                         | Reti                                                                    | 1                                                                       |                                                                         |

## Palmarès

### Club
- Campionati lettoni: 4

Skonto: 1992, 1993, 1994, 1995
- Campionati sovietico lettone: 1

Forums Skonto: 1991
- Coppe di Lettonia: 2

Skonto: 1992, 1995